# Ginés Vidal y Saura
Ginés Vidal y Saura (Cartagena, 27 de marzo de 1890 - Berna, 28 de abril de 1945) fue un diplomático español.

## Biografía
Diplomático de carrera, ocupó diversos cargos en las embajadas de La Habana, Varsovia, Berlín o Copenhague, así como en la Alta Comisaría de España en Marruecos. Tras el estallido de la Guerra Civil, se unió al bando sublevado. En 1938 pasó a servir en el Ministerio de Asuntos exteriores de la zona sublevada, y fue nombrado jefe del Servicio Nacional de Política y Tratados. Este cargo le valió formar parte de la Junta de Relaciones Culturales del Ministerio de exteriores. Llegó a ser un estrecho colaborador del ministro Francisco Gómez-Jordana. En agosto de 1940 formó parte de una delegación económica que visitó Berlín. A finales de 1942 fue nombrado embajador en la Alemania nazi, en sustitución del filo-nazi José Finat. En esta época tuvo como misiones la adquisición de equipamiento militar alemán, o la retirada de la División Azul del Frente ruso. Ginés Vidal abandonó Berlín el 11 de marzo de 1945 y falleció de una embolia cerebral poco después, el 28 de abril, mientras se encontraba en Suiza.

## Obras
- —— (1925). Tratado de Derecho diplomático. Editorial Reus, Madrid.
- —— (1929). La política exterior de España durante la menor edad de Isabel II. Editorial Reus, Madrid.